# Province ecclésiastique de Lyon
La province ecclésiastique de Lyon est une des quinze provinces ecclésiastiques de l'Église catholique en France.
L'archidiocèse métropolitain de Lyon est l'un des vingt-trois archidiocèses de France. Son siège est à Lyon, actuel chef-lieu de la région Rhône-Alpes. L'archevêque de Lyon porte le titre, aujourd'hui honorifique, de primat des Gaules. Il fait partie des circonscriptions ecclésiastiques les plus anciennes de France.
Depuis 2002, elle est constituée par :
- Archidiocèse de Lyon (archevêché métropolitain)
- Diocèse d'Annecy
- Diocèse de Belley-Ars
- Archidiocèse de Chambéry, Maurienne et Tarentaise
- Diocèse de Grenoble-Vienne
- Diocèse de Saint-Étienne
- Diocèse de Valence-Die-Saint-Paul-Trois-Châteaux
- Diocèse de Viviers

## Évêques de la province
- Olivier de Germay, archevêque métropolitain de Lyon, primat des Gaules.
  - Il est assisté de trois évêques auxiliaires : Thierry Brac de La Perrière, Loïc Lagadec et Patrick Le Gal.
- Yves Le Saux, évêque d'Annecy.
- Pascal Roland, évêque de Belley-Ars.
- Thibault Verny, archevêque de Chambéry, Maurienne et Tarentaise.
- Jean-Marc Eychenne, évêque de Grenoble-Vienne.
- Sylvain Bataille, évêque de Saint-Etienne.
- François Durand, évêque de Valence-Die-Saint-Paul-Trois-Châteaux.
- Hervé Giraud, évêque de Viviers